# Xã Bath, Quận Allen, Ohio
Xã Bath (tiếng Anh: Bath Township) là một xã thuộc quận Allen, tiểu bang Ohio, Hoa Kỳ. Năm 2010, dân số của xã này là 9.725 người.